# Johannes Christiansen (jurist)
Johannes Christiansen, född den 31 mars 1809 i Slesvig, död den 19 mars 1854 i Holstein, var en tysk rättslärd.
Christiansen studerade rättsvetenskap i Bonn, Berlin och Kiel. Han tog den juridiska doktorsgraden i Kiel 1832 och blev 1843 extra ordinarie och 1844 ordinarie professor i rättsvetenskap vid Kiels universitet. I hans verk Die Wissenschaft der römischen Rechtsgeschichte (1838) och Institutionen des römischen Rechts (1843) läggs särskild vikt vid att visa rättens organiska utveckling och sammanhang. Trots att Christiansen var en spirituell och skarpsinnig författare – Georg Beseler kallar honom rent av eine wissenschaftliche Kraft ersten Ranges – har han endast haft ringa inflytande, vilket Johan Henrik Deuntzer menar beror på hans vanskelige udtryksform og noget excentriske stil.